# ジーン・オーカーランド
"ミーン" ジーン・オーカーランド（"Mean" Gene Okerlund、本名：Eugene Arthur Okerlund、1942年12月29日 - 2019年1月2日）は、アメリカ合衆国のプロレス関係者。ミネソタ州ロビンズデール出身。通称：ミーン・ジーン。

## 来歴
1974年にAWAのリングアナウンサーとなり、インタビュアーや実況アナウンサーとしても活動。リングアナウンサー時代は、アメリカ遠征中だったジャイアント馬場やジャンボ鶴田のコールも担当したことがある。
その弁舌をビンス・マクマホンに見込まれ、1984年に全米進出を開始したWWF（現：WWE）に引き抜かれる。WWFでも人気インタビュアーとして活躍し、レッスルマニア前のハルク・ホーガンやロディ・パイパーのトレーニング密着取材を行うなど、選手たちのキャラクター紹介において大きな役割を果たした。プロレスラーではないが試合にも出場したことがあり、1984年8月26日に地元ミネソタのミネアポリスにてホーガンと組み、ジョージ・スティール&ミスター・フジから勝利を収めた。
1993年にはWCWへ移籍。WCWでは1996年のnWo結成の際にリング上でホーガンにインタビューを行うなど、プロレス史における重要シーンに頻繁にその姿を見せている。
WCW崩壊後の2001年にWWFへ復帰。2002年からは、スーパースターの素顔や興行の裏側を伝える『WWEコンフィデンシャル』のホストを番組終了の2004年まで担当した。
コンフィデンシャル担当以降もWWEに単発的に登場し、かつての実況席でのパートナーでもあったボビー・ヒーナンのWWE殿堂入りのインダクターも担当。2006年に自身が殿堂入りした際は、AWA時代からの親友であるホーガンがインダクターを務めた。
後年は、WWEの過去の名場面・名勝負を紹介する海外向け番組『WWEヴィンテージ・コレクション』のホストを担当していた。
2019年1月2日、76歳で死去。

## 入場曲
- Tutti Frutti（Little Richard）